# Степановичи
Степановичи — агрогородок в Городокском районе Витебской области Белоруссии. Входит в состав Межанского сельсовета.
Находится примерно в 5 км к востоку от более крупной деревни Межа.

## Население
- 1999 год — 193 человек
- 2010 год — 176 человек[3]
- 2019 год — 112 человек[1]